# Rezolucja Rady Bezpieczeństwa ONZ nr 2673
Rezolucja Rady Bezpieczeństwa ONZ nr 2673 została przyjęta 11 stycznia 2023 r.
Rada przedłużyła w niej mandat Misji Weryfikacyjnej ONZ w Kolumbii na kolejne miesiące, do dnia 31 sierpnia 2023 r.